# Pfäffikon (Schwyz)
Pfäffikon és una localitat del municipi de Freienbach, al districte de Höfe del cantó de Schwyz (Suïssa). Està situat al costat del Llac de Zuric i comparteix la capitalitat amb el municipi de Wollerau.